# 1738 en philosophie
Chronologie de la philosophie
- 1734
- 1735
- 1736
- 1737
- 1738
- 1739
- 1740
- 1741
- 1742

L’année 1738 a été marquée, en philosophie, par les événements suivants :

## Naissances
- David Williams (décédé en 1816) fut un philosophe gallois du siècle des Lumières, qui fut proche des idées révolutionnaires françaises.